# مشکل بزرگ در چین کوچک
مشکل بزرگ در چین کوچک (انگلیسی: Big Trouble in Little China) فیلمی در ژانر اکشن، فانتزی، رزمی و کمدی به کارگردانی جان کارپنتر است که در سال ۱۹۸۶ منتشر شد.

## خلاصه فیلم
وقتی راننده کامیونی به نام «جک برتون» می‌پذیرد دوستش «وانگ چی» را برای دیدن نامزدش به فرودگاه ببرد، هیچگاه تصور نمی‌کرد وارد نبردی بین خیر و شر شود. نامزد «ونگ» چشم‌های سبزی دارد که او را تبدیل به هدفی برای یک ساحر نامیرا می‌کند و …